# Илсиньо
Илси́ньо (И́лсон Пере́йра Ди́ас Жу́ниор) (порт.-браз. Ilson Pereira Dias Júnior; 12 октября 1985, Сан-Бернарду-ду-Кампу, Бразилия) — бразильский футболист, полузащитник. Известен по выступлениям за донецкий «Шахтёр».

## Биография
Ильсиньо начал карьеру в 2006 году в клубе «Палмейрас», после чего он перешёл в «Сан-Паулу» в качестве замены Сисиньо, ставшего игроком «Реал Мадрида».
29 июля 2007 года Илсиньо подписал контракт по схеме «4+1» с донецким «Шахтёром», клуб за него заплатил 10 миллионов евро. 11 августа 2007 года дебютировал в чемпионате Украины в домашнем матче против полтавской «Ворсклы» (2:1).

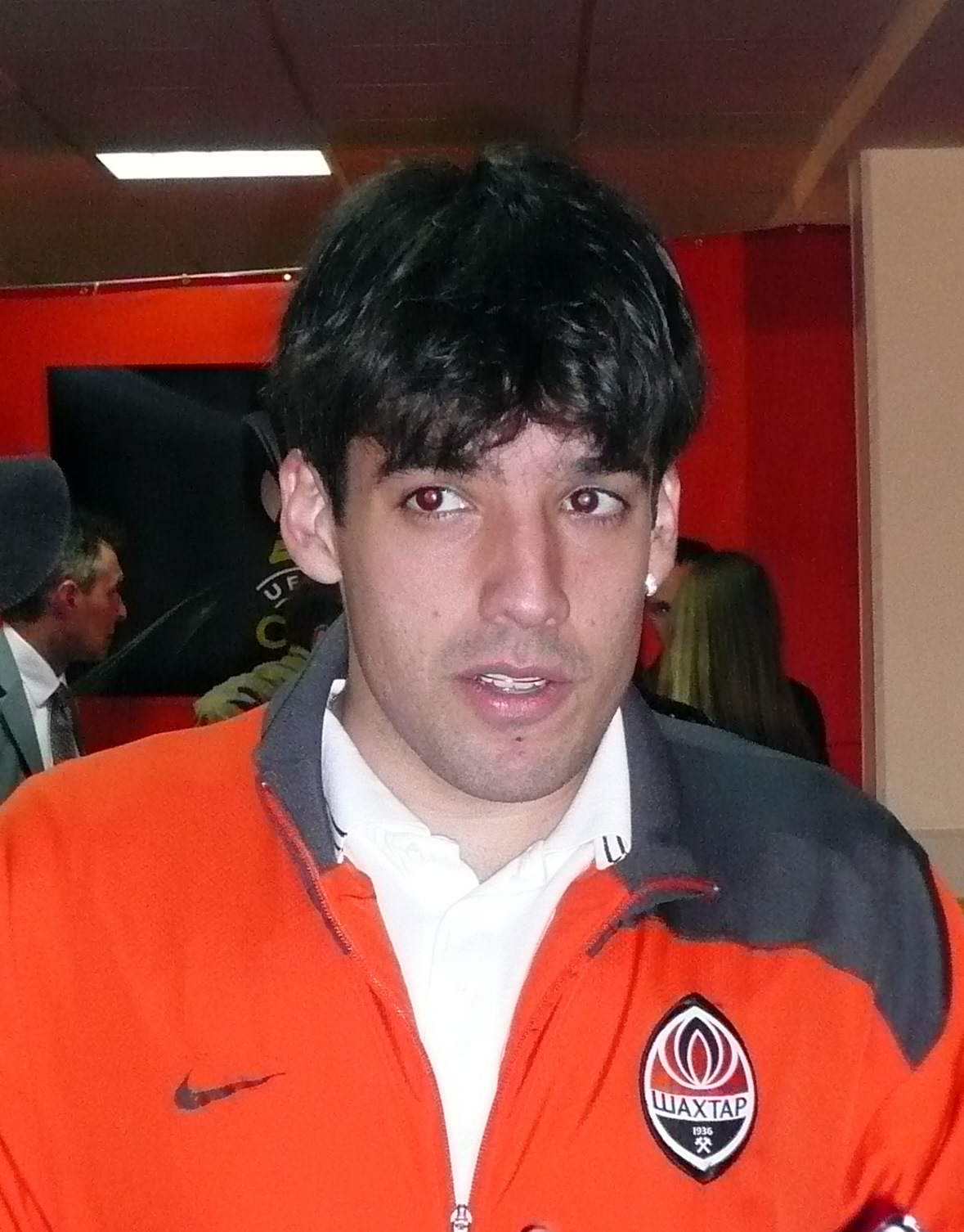
Илсиньо в донецком «Шахтёре», 2009 год

7 мая 2009 года на 89-й минуте второго полуфинального матча Кубка УЕФА между «Шахтёром» и киевским «Динамо» забил решающий гол, который вывел «горняков» в финал европейского турнира. Тот матч закончился со счётом (2:1) в пользу донецкой команды, что позволило ей пройти дальше.
5 мая 2010 года на 15-й минуте матча с «Динамо» (Киев) в рамках чемпионата Украины забил победный гол, который принес его команде чемпионство в сезоне 2009/10.
В мае 2010 года возник скандал с обвинениями с одной стороны относительно невыплаты футболисту заработной платы за четыре месяца, а с другой относительно взыскания компенсации (штрафа) за отказ от продолжения контракта с «Шахтёром».
В 2011 году перешёл из «Сан-Паулу» в «Интернасьонал».
В 2012 году из-за проигранного им судебного дела «Интернасьонал» отказался продлить контракт Илсиньо. После чего футболистом было принято решение вернуться в «Шахтёр», несмотря на то, что целый ряд клубов предлагали погасить долг Илсиньо.
30 июня 2015 стало известно, что Илсиньо покинет «Шахтёр» на правах свободного агента, проведя за «Шахтёр» 174 матча и забив 22 гола во всех турнирах.
24 февраля 2016 года Илсиньо стал игроком американского клуба «Филадельфия Юнион», подписав двухлетний контракт. В MLS дебютировал 6 марта 2016 года в матче стартового тура сезона против «Далласа». 9 июля 2016 года в матче против «Ди Си Юнайтед» забил свои первые голы за «Юнион», оформив дубль. По окончании сезона 2017 «Филадельфия Юнион» не стала продлевать контракт с Илсиньо, но 20 декабря 2017 года клуб перезаключил контракт с ним. 24 января 2020 года Илсиньо подписал новый однолетний контракт с «Филадельфией Юнион». По окончании сезона 2021 срок контракта Илсиньо с «Филадельфией Юнион» истёк.
9 марта 2022 года Илсиньо объявил о завершении футбольной карьеры.

## Достижения

### Клубные
«Сан-Паулу»
- Чемпион Бразилии (1): 2006

«Шахтёр» (Донецк)
- Чемпион Украины (5): 2007/08, 2009/10, 2011/12, 2012/13, 2013/14
- Серебряный призёр чемпионата Украины (2): 2008/09, 2014/15
- Обладатель Кубка Украины (3): 2007/08, 2011/12, 2012/13
- Финалист Кубка Украины (3): 2008/09,2013/14, 2014/15
- Обладатель Суперкубка Украины (3): 2008, 2012, 2013, 2014
- Обладатель Кубка УЕФА (1): 2008/09

«Филадельфия Юнион»
- Победитель регулярного чемпионата MLS: 2020

### Личные
- Серебряный мяч (Бразилия): 2006
- Лучшие 11 игроков чемпионата Украины: 2007/08
- Заслуженный мастер спорта Украины: 2009[18]
- Кавалер ордена «За мужество» III степени (2009 год)[19]